# ハッピーエンド (SHISHAMOの曲)
「ハッピーエンド」は、SHISHAMOの9作目の配信限定シングルで通算19作目のシングル。2022年7月13日にGOOD CREATORS RECORDS / UNIVERSAL SIGMAからリリースされた。

## 楽曲解説
- 前作「春に迷い込んで」から約4ヶ月ぶりのシングル。
- 宮崎はこの曲について「虫も死ぬような暑さや太陽の眩しさをバンドサウンドで表現できた」「誰かを本当に好きになったことのある人にしかわからない絶望感みたいなものを描きたかった」と話している[1]。
- 夏のシングル曲候補として作った3曲が、どれも事務所の社長から良い反応を得られず、急遽新たに制作した曲だったことを明かしている。レコーディングの日が迫っており慌てて作ることになったが、結果いい曲が完成したため「火事場の馬鹿力でミラクルが起きた」とインタビューで語っている[2]。
- 2022年6月22日、FM802『ROCK KIDS 802』でラジオ初オンエアされた。また、6月22日・23日の『ROCK KIDS 802 -OCHIKEN Goes ON!!-』と、6月24日・25日の『ROCK KIDS 802 -FRIDAY&SATURDAY-』で独占先行オンエアされた[3]。
- 7月13日、ミュージック・ビデオがYouTubeでプレミア公開された。愛知県美浜町で撮影されたこのビデオは、大切な人と別れてしまった主人公の姿を描くシーンや、ひまわり畑でメンバーがパフォーマンスするシーンで構成されている。監督は「夏の恋人」「BYE BYE」のミュージック・ビデオも手掛けた番場秀一が務めた[4][5]。
- 9月17日に出演した『New Acoustic Camp 2022』にて、アコースティックバージョンで初披露された[6]。

## 収録アルバム
- 『SHISHAMO 8』
- 『10th Anniversary Acoustic Album「ACOUSTIC SHISHAMO」』※アコースティックバージョン